# Studia Pelplińskie
Studia Pelplińskie – rocznik naukowy ukazujący się od 1969 w Pelplinie. Wydawcą jest Wyższe Seminarium Duchowne w Pelplinie. Publikowane są w nim artykuły naukowe, recenzje, materiały dotyczące historii Pomorza.  

## Punktacja czasopisma
W wykazie czasopism naukowych Ministerstwa Edukacji i Nauki z 9 lutego 2021 r. rocznik uzyskał 40 punktów.